# コデイン3-O-デメチラーゼ
コデイン6-O-デメチラーゼ(Codeine 3-O-demethylase, EC 1.14.11.32)は、酸化還元酵素の1つで、系統名は、codeine,2-oxoglutarate:oxygen oxidoreductase (3-O-demethylating)である。この酵素は、以下の化学反応を触媒する。
コデイン + 2-オキソグルタル酸 + O2 {\displaystyle \rightleftharpoons } モルヒネ + ホルムアルデヒド + コハク酸 + CO2
従って、反応物は、コデインと2-オキソグルタル酸と酸素分子、生成物はモルヒネ、ホルムアルデヒド、コハク酸、二酸化炭素である。
コデイン6-O-デメチラーゼは、鉄イオン(Fe2+)を含有する。